# Мирза Джебраил
Мирза Джебраил (азерб. Mirzə Cəbrayıl; 1822, Штул, Кюринский округ, Дагестанская область, Российская империя — 1902, Дербент, Дагестанская область, Российская империя) — азербайджанский поэт XIX века лезгинского происхождения, брат Мирза Карима.

## Биография
Мирза Джебраил родился в селе Штул в 1822 году. Является братом поэта Мирза Карима. Он получил знания в медресе известного ученого Мухаммеда из Ярага. После переселения семьи поэта в Дербент, он работал учителем в дербентской школе. Скончался там же в 1902 году.

## Творчество
Мирза Джебраил написал много стихов в жанрах марсия, гошма, герайлы, маснави под псевдонимом «Сюпехри». Он посвятил своё произведение «Böyək» («Марена») трагическим последствиям мареноводства в Дагестане во второй половине XIX века. Общество в нем состоит из представителей разных профессий: плотника, пахаря, пастуха, портного, ученого, учителя, певца, банщика, парикмахера, продавца, врача. Все они, желая обогатиться, бросают свою работу и занимаются выращиванием марены.